# Pat Symons
Judith Patricia Symons, més coneguda com a Pat Symons   (Newcastle upon Tyne, 12 de gener de 1935 - Gateshead, octubre 1987) fou una nedadora anglesa, especialista en esquena, que va competir durant les dècades de 1940 i 1950.
En el seu palmarès destaca una medalles de bronze en els 100 metres esquena al Campionat d'Europa de natació de 1954 una de plata en les 110 iardes esquena als Jocs de l'Imperi Britànic i de la Comunitat de 1954. i el campionat britànic de l'ASA de les 110 iardes esquena de 1954.